# Fallen (Burzum-album)
 For alternative betydninger, se Fallen. (Se også artikler, som begynder med Fallen)
Fallen er det ottende studiealbum fra det norske black metal-band Burzum, og det andet siden bandets eneste medlem, Varg Vikernes' løsladelse fra fængslet i maj 2009.
Fallen fortsætter Burzums tradition med at anvende klassiske kunstværker som omslag. I dette tilfælde anvendes således en beskåret udgave af William-Adolphe Bouguereau's Douleur d'amour (1899). Inde i omslaget findes en række illustrationer af den danske tegner Lorenz Frølich.

## Spor
Alle sange skrevet og komponeret af Varg Vikernes. 
| 1.    | "Fra Verdenstreet" (Instrumental)         | 1:02  |
| 2.    | "Jeg faller"                              | 7:49  |
| 3.    | "Valen"                                   | 9:21  |
| 4.    | "Vanvidd"                                 | 7:06  |
| 5.    | "Enhver til sitt"                         | 6:16  |
| 6.    | "Budstikken"                              | 10:10 |
| 7.    | "Til Hel og tilbake igjen" (Instrumental) | 5:57  |
| 47:41 |                                           |       |